# 朱熊
朱熊（1801年—1864年），字吉甫，号梦泉、又号蝶生，斋号墨斋居士、味梅室、小长芦。浙江省嘉兴府秀水县人，清朝畫家、篆刻家。

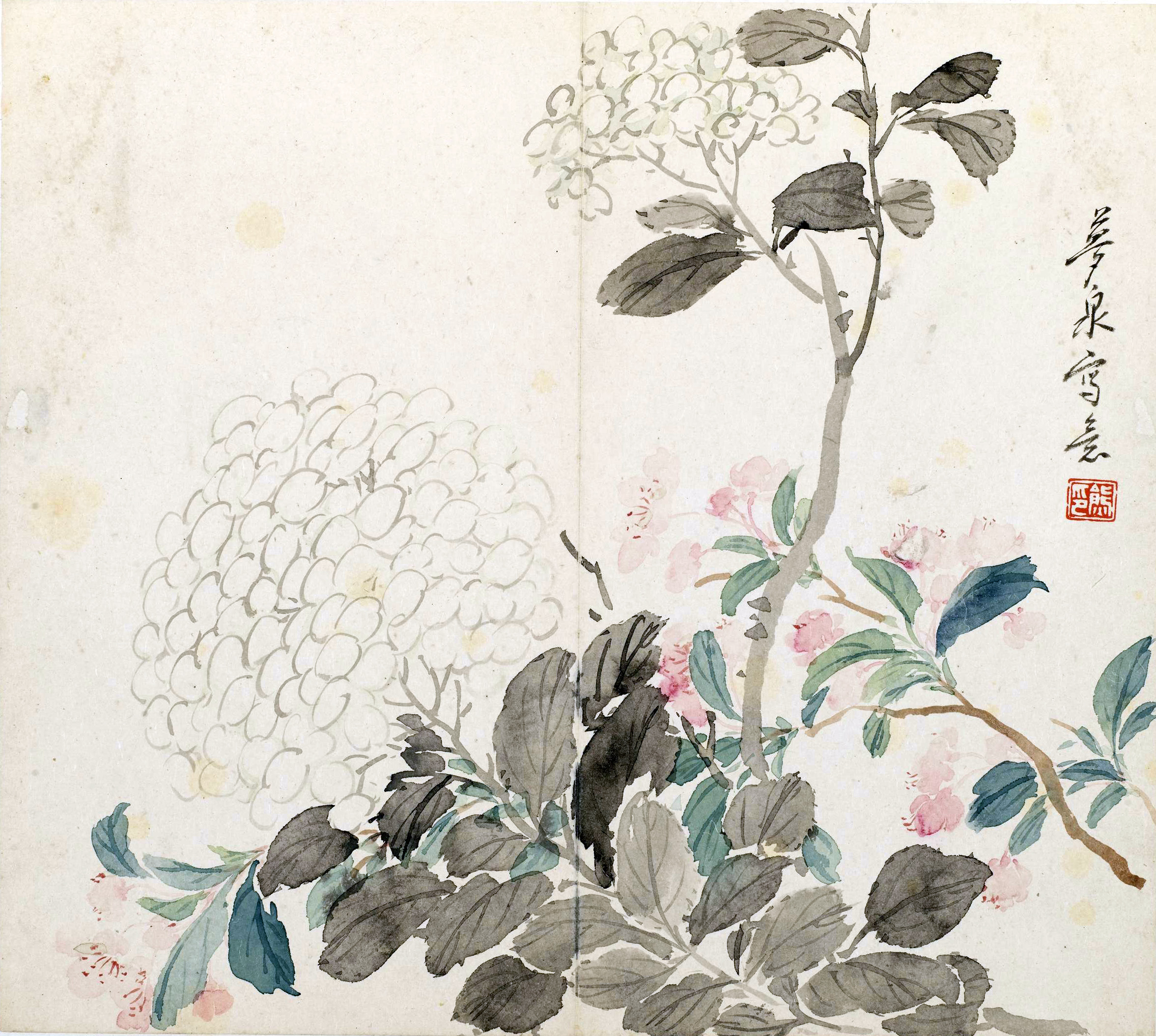

他與張廷濟、文鼎等交友。寓居上海以卖画为生，與張熊、任熊有“滬上三熊”之稱。师承张熊，工山水、花鸟、人物、写真，善画花卉竹石，盡脱前人窠臼，随意点笔，意颇清绝，别开生面，能声誉于时。所畫與其師張熊不相似，自謂:“夫畫只師其意耳，予何以形似為哉。”精通篆刻，喜欢古陶器，善于鉴别古器，以“乐陶”名其室。